# 本宮ひろ志
本宮 ひろ志（もとみや ひろし、1947年〈昭和22年〉6月25日 - ）は、日本の漫画家。千葉県千葉市出身。葛飾区立小松中学校卒業。埼玉県立浦和高等学校（通信制）中退。代表作は、『男一匹ガキ大将』、『俺の空』、『硬派銀次郎』、『サラリーマン金太郎』など多数。妻は、漫画家のもりたじゅん。

## 来歴
千葉県千葉市に生まれる。幼少時に家族は新小岩に転居、実家は縫製業を営んでいた。若い頃より不良グループの一員としてケンカ三昧の学生生活を送る。中学校卒業後、酒乱の父親から離れるべく熊谷基地の航空自衛隊に自衛隊生徒として入隊するも、「他人に命令されることが嫌」という理由で17歳で除隊。当時流行していた貸本劇画に影響を受け、漫画家を目指す。
講談社の『週刊少年マガジン』に原稿を持ち込むがよい評価は得られず、貸本出版社の大手であった日の丸文庫の東京支社に原稿を持ち込み、1965年、貸本漫画『きみとぼく』11号掲載の『遠い島影』でデビュー（本宮博名義）、同じく日の丸文庫に出入りしていた水島新司、山本まさはる、政岡としやらと親交を深める。この頃、ちばてつやのアシスタントを務めていた政岡の紹介で集英社の編集者であった西村繁男と知り合う。
日の丸文庫倒産後、しばらく漫画の執筆を止め肉体労働などをして生計を立てるが、再度漫画家を目指すべく西村の元に原稿を持ち込む。1968年、創刊されたばかりの『少年ジャンプ』に読切『アラシと鉄と三本指』で雑誌デビュー。同年、『男一匹ガキ大将』の連載を開始する。本宮の不良時代の経験を生かして描いた同作は大ヒットとなり、番長マンガブームの先駆けとなった。アニメや映画も制作され、永井豪の『ハレンチ学園』とともに1970年代の週刊少年ジャンプを支えた。
しかし『男一匹ガキ大将』は編集部の指示により、本人の意に反して何度も連載の引き延ばしが行われた。また、本宮の『週刊少年マガジン』での連載『群竜伝』にジャンプ編集部が横槍を入れ、編集長の長野規が土下座して撤回させるなどの事件も起こった。後に『大ぼら一代』作中に『男一匹ガキ大将』の主人公・戸川万吉そっくりの人物を冷酷残忍な権力者と化した悪役として登場させ、この作への強い屈託を示している。
その後、休筆宣言と活動再開を繰り返しながら作品を多数執筆。集英社の企画で知り合った少女漫画家のもりたじゅんと結婚し、1976年、少女漫画の絵柄を取り入れた「大学生向けエロ漫画」『俺の空』（週刊プレイボーイ）でヒットを飛ばす。
1982年、「参議院選挙に全国区から立候補する」と宣言、その過程を描いた政治ドキュメント漫画『やぶれかぶれ』（週刊少年ジャンプ）を執筆（この時期、参議院選挙が比例代表制になり最終的に立候補を断念）。当時「闇将軍」として政界に大きな影響力を持っていた田中角栄元首相との対談を実現させて話題となる。
1994年より、週刊ヤングジャンプで『サラリーマン金太郎』を連載。『男一匹ガキ大将』『俺の空』と並ぶ代表作となった。

## エピソード
- 創刊初期の『週刊少年ジャンプ』を支えた功労者であり、創刊年（1968年）より連載を開始した『男一匹ガキ大将』から、40歳を迎える年（1987年）まで連載された『赤龍王』まで、週刊連載作品11作という少年ジャンプ歴代最多記録を持つ。第3代編集長の西村繁男は異動の際、本宮の漫画を永続的に『少年ジャンプ』に掲載する旨の申し送りを行ったほどであるが、西村の退任後、結局『週刊ヤングジャンプ』他の集英社系青年誌に移籍した。
- 航空自衛隊時代の同期に漫画原作者の武論尊がいる。先に自衛隊を辞め漫画家として成功を収めていた本宮の下で、武論尊が居候状態だった時期がある[1]。『俺の空』の安田一平のライバル・武尊善行の名前は武論尊に因んでいる（下の名前は本名の「岡村善行」より）。
- さいとうプロのように製作に分業体制を用いていることを自伝やTV番組などで公言している。また、本宮自身は「私は絵が下手だ」とエッセイなどで述べているほか、「登場人物の顔しか描いていない」とも述べている[2]。女性キャラは妻のもりたじゅんが手掛けたものが多い[3]。このことは、もりたじゅんも、「始めは絵が下手で苦しんでいたが、やがて割り切って『さわやか万太郎』から下絵はすべて人に任せ、人物のペン入れだけしてストーリーに集中している」「『男一匹ガキ大将』の後半から本人に頼まれて女性キャラの下絵は自分が全て描いている」と裏付ける証言をしているが、「本宮が登場人物にペン入れすると、はるかにいい絵になる」とも、記している。かつて「もりたの代わりなどいくらでもいる」と喧嘩をして他の者に頼んだこともあるが、うまくいかず、本宮は「土下座してかーちゃんにもう一度描いてもらうことにした」と述べている。ただし、もりた側はこのような諍いを脚色としており、実際は「お前が描く女でないと主人公が恋することができん」と頼まれて平和裏に解決したと語っている[4]。
- 『私立極道高校』の生徒会長との闘いをギャグ調で落とした孫アシスタントの宮下あきらに対して「お前は俺には勝てない」「越えなければならない山を乗り越えないで迂回して逃げた」と非難した[5][6]。
- 『大ぼら一代』『天地を喰らう』のように強引なエンディングを迎える作品もあり、一時は「人気作品でも自分で打ち切ってしまう漫画家」と言われていた。一例として、『天地を食らう』単行本最終巻のあとがきでは「人気が低かったため切られた」と語っているが、これは事実ではなく[7]、コミックGON!創刊号（ミリオン出版）で公開されたデータにて人気上位を維持していた事が判明している。
- 駆け出しの頃、水島新司に作品を持って行った際、草野球チームを作ろうとメンバーを探していた水島の「お前、野球できるか?」がきっかけで弟子入りした。なお、自身は読売ジャイアンツファンである[8]。
- 『国が燃える』の終了後、同じ『ヤングジャンプ』誌にゴロツキが政治政党を立ち上げるというストーリーの作品『悪党』を連載するが、その際に作中で幾つかのマニフェストを揚げて、信任投票（＝実質上のアンケート投票）という形で連載を継続させるかを募ったが、票が集まらず、不信任結果という形で正式に打ち切りの告知が掲載されて終了した。
- 作家の井上ひさしとは隣家住まいの時期が長く親交があり、『天然まんが家』で作家としての姿勢に尊敬の念を語っている。
- ゴルフ愛好家として知られ、シングルの腕前である。名門ゴルフクラブ「イーグルポイントゴルフクラブ」の共同出資者であった。また、長女のもとみやあゆみは父母同様に漫画家で、関東女子倶楽部対抗優勝経験を持つアマチュアゴルファーでもある[9]。

## 年表
- 1965年 - 「遠い島影」によりデビュー。
- 1968年 - 「週刊少年ジャンプ」で「男一匹ガキ大将」の連載を開始。
- 1969年 - 『男一匹ガキ大将』がアニメ化される。
- 1970年 - 『男一匹ガキ大将』が劇場映画化される。
- 1973年 - 「週刊プレイボーイ」で「春雷」の連載を開始。
- 1975年 - 「週刊プレイボーイ」で「俺の空」の連載を開始。
- 1977年 - 『俺の空』が劇場映画化される。
- 1978年 - 「週刊少年ジャンプ」で『さわやか万太郎』連載を開始。
- 1979年 - 「ビッグコミック」で「男樹」の連載を開始。
- 1980年 - 新聞紙上で突如休筆宣言を行う。
- 1981年 - 「週刊プレイボーイ」で「春爛漫」の連載を開始。
- 1991年 -  ファミリーコンピュータ用ロールプレイングゲーム『おたくの星座』を製作（ストーリー担当）
- 1994年 - 「週刊ヤングジャンプ」で「サラリーマン金太郎」の連載を開始。
- 1999年 - 『サラリーマン金太郎』がTBS系でテレビドラマ化、以後2004年までに4本のドラマと1本の映画を制作。パート3と4では自身も台本作りに参加した[10][11]。
- 2001年 - 『サラリーマン金太郎』がアニメ化される。『猛き黄金の国』が宝塚歌劇団で舞台化される。
- 2004年 - 『国が燃える』（「週刊ヤングジャンプ」にて2002年より連載）作中での南京事件の描写が問題となる。詳細は『国が燃える』参照。
- 2008年 - 10月より『サラリーマン金太郎』がテレビ朝日系にて再テレビドラマ化される。
- 2011年 - 『俺の空〈刑事編〉』がテレビ朝日系にてテレビドラマ化されると共に、「ビジネスジャンプ」で連載再開（その後「グランドジャンプ」に移籍し2012年まで連載）。

## 作品リスト

### 連載中
- 新グッドジョブ

#### 完結作品
- 男一匹ガキ大将
- 大ぼら一代
- さわやか万太郎 - 宮本武蔵を尊敬する花見万太郎と許嫁の松平五月による青春作品。
- 硬派銀次郎
  - 山崎銀次郎
- ドン 極道水滸伝
- 男樹
  - 新・男樹 -京太郎編-
    - 男樹 四代目
      - 男樹〜村田京一〈四代目〉〜
- 群竜伝
- ガクラン仁義
- やぶれかぶれ
- 天地を喰らう
- ばくだん
- 赤龍王
- 雲にのる
- 俺の女たち
- サラリーマン金太郎
  - サラリーマン金太郎 マネーウォーズ編
  - 新サラリーマン金太郎
  - サラリーマン金太郎 五十歳
- 俺の空
  - 俺の空 刑事編
  - 俺の空 三四郎編
  - 俺の空 オールマン版
  - 俺の空 '03
- 山吹の標
- 大いなる完
- 大と大
- 国が燃える
- ゼロの白鷹
- 武蔵
- 真田十勇士
- 昼まで寝太郎
- 姿三四郎
- 夢幻の如く
- 猛き黄金の国
  - 猛き黄金の国 道三
  - 猛き黄金の国 柳生宗矩
  - 猛き黄金の国 伊能忠敬
  - 猛き黄金の国 二宮金次郎[12][13]
  - 猛き黄金の国 由利公正[14]
  - 猛き黄金の国 高橋是清[15]
- 勝算
- オンザティ
- 万年雪のみえる家
- 春爛漫
- げんこつ街道
- 大飢饉
- 挑戦者
- ビッグガン
- 旅の途中
- ゴールデンボーイ - 山本まさはるが貸本時代に発表した作品を合作でリメイク。
- 実録たかされ
- 風の陣
- まだ、生きてる…
  - まだ、生きてる…2
- 俺の嫁はあいつの妻
- 幕末紅蓮隊
- 喝 風太郎!!
- こううんりゅうすい〈徐福〉〈信長〉
- グッドジョブ GOOD JOB - 原作：髙野洋 シリーズ連載
- 海を渡るべ
- 僕、いますよ。
- むかし話[16]
- みらい話[17]
- 人生色々[18]
- えんま[19]

##### 貸本時代の作品
- 遠い島影（『きみとぼく』11号、日の丸文庫）
- 落葉の山道（『若い二人』日の丸文庫、『きみとぼく』後継誌（全1巻））
- 暴れ者（『中学生諸君』創刊号　日の丸文庫）
- 決斗（『中学生諸君』2号、日の丸文庫）
- おれたちゃ男だぜ（『中学生諸君』4号、日の丸文庫）
- 水平線の彼方（『中学生諸君』5号、日の丸文庫）

### 自伝
- 天然まんが家（2001年、集英社。ISBN 4-08-780335-X）

### エッセイ
- 空に向かって打つ!!（2003年、集英社。ISBN 4-08-780386-4）

### その他
- テレビアニメ『あしたの勇者たち』 - キャラクター原案。
- テレビアニメ『坊っちゃん』 - キャラクターデザイン。
- 生活習慣病とのつきあい方 最新医学から見た（1998年、岡部正、本宮ひろ志共著。有楽出版社、ISBN 4-408-59113-0）
- ファミリーコンピュータ用ゲームソフト『おたくの星座』 - キャラクターデザイン（江口寿史と共同）。
- PCエンジン用ゲームソフト『弁慶外伝』 - キャラクターデザイン。
- ゆずシングル『嗚呼、青春の日々』（2000年）『シシカバブー』（2008年） - カバーイラスト。
- PlayStation 2用ゲームソフト『建設重機喧嘩バトル ぶちギレ金剛!!』（アートディンク、プロデューサー：田中圭一） - キャラクターデザイン。
- 浜友A.L.（楽園グループ）メインキャラクター「喝風太郎」キャラクターデザイン。
- スマートフォン用ゲームアプリ『戦乱のサムライキングダム』 - 特定カードイラスト。
- 勝浦タンタン麺船団イメージキャラクターデザイン。
- NTTソルマーレが、iPhone/iPod touch/iPad端末及びauのandroid端末向けのアプリ『定額本宮ひろ志魂』で本宮の作品を毎月30冊ずつ配信していた（2014年3月31日にサービス終了）[20]。

## 関連書籍
- サラリーマン金太郎に学ぶサラリーマン・サバイバル（2002年、本宮ひろ志原著、小鷲順造著、ワーキングスタイル研究会編。ホーム社、ISBN 4-8342-5066-0）

## 関連人物
- 武論尊 - 自衛隊時代の同僚で元アシスタント（実質的には居候）
- 西村繁男 - 『週刊少年ジャンプ』に原稿を持ち込んだ本宮を最初に評価した人間であり、漫画家としての本宮の育ての親と言われている。ただ一方で「男一匹ガキ大将」の連載続行を強行するなど、トラブルも少なくない。
- 田原成貴 - 日本中央競馬会の元騎手であり、勝算で原作に携わっていた。田原が覚せい剤取締法違反で逮捕され執行猶予付きの判決が出た後、本宮が身元引受人として名乗り出ている。2009年に2度目の逮捕となった。
- 炭谷銀仁朗 - 父親が本宮ひろ志のファンで、名前を『硬派銀次郎』からとった。
- 北芝健 - 『俺の空 刑事編』の「原作」を行う[21]（表紙等にはノンクレジット）。
- もとみやあゆみ - 長女で、ゴルフ漫画などを執筆している。前述の通りアマチュアゴルファーでもある。
- 荻野真 - 妻であるもりたじゅんのアシスタントを務めていた時期があり、本宮からもアドバイスとエールを受けた旨を「孔雀王」単行本のあとがきで記している。
- やまさき十三 - 『やぶれかぶれ』で近所に住むゴルフ友達として本宮邸を訪れ、本宮夫妻の夫婦喧嘩に出くわす描写があるが、現在も『グランドジャンプ』にて本宮、武論尊との3人で人生相談『儂に訊くな！』を担当している。

### アシスタント
- 高橋よしひろ
- 金井たつお
- 車田正美（井上コオのアシスタントも兼務）
- 宮下あきら（高橋よしひろのアシスタントも兼務）
- 前川K三（『さわやか万太郎』で下絵を担当し、作画システム構築に貢献した。「前川恵三」名義もある。もりたじゅんの妹の夫であり、本宮の義弟にあたる[4]）
- 能田茂（金井のアシスタントも兼務）
- 猿渡哲也（平松伸二のアシスタントも兼務）
- 江川達也
- 和田たつみ
- プリティ長嶋[22]
- 那須輝一郎
- 今谷鉄柱[23]
- 藤原芳秀